# 早瀬昇
早瀬 昇（はやせ のぼる、1955年 - ）は、日本の社会運動家。社会福祉法人大阪ボランティア協会理事長などを務める。

## 経歴
大阪府出身。京都工芸繊維大学工芸学部電子工学科卒業。大阪府立大阪社会事業短期大学専攻科修了。大学在学中に大阪ボランティア協会に拠点を置く「大阪交通遺児を励ます会」「誰でも乗れる地下鉄をつくる会」「月刊ボランティア（現・volo:ウォロ）編集委員会」などでのボランティア活動に参加。
大学卒業後、フランス、ベルギーの障害者施設（L'Arche）で研修。帰国した1978年より、市民活動の総合支援・推進団体、大阪ボランティア協会に勤務。
1991年に事務局長就任後、同協会内に「企業市民活動推進センター」を創設して企業人の市民活動への参加促進、企業とNPOの協働推進に努める。また1995年の阪神・淡路大震災発生直後に、全国の市民活動団体や経団連1%クラブ、企業などと連携し、「被災地の人々を応援する市民の会」を結成。被災地に日本初となる一般市民公開型の災害ボランティアセンターを開設した。同「市民の会」の創設にあたっては、企業市民活動推進センター創設以来、培われてきたNPOと企業の連携実績や、1994年に開かれた第1回全国ボランティアコーディネーター研究集会に参加した各地のボランティアコーディネーターとのネットワークが生かされた。
阪神・淡路大震災後、市民活動の価値に対する理解が広がるなか、日本NPOセンターの創設に参加。また非営利団体の法人格取得規制の緩和を図る市民活動促進法制定運動に関わり、1998年、特定非営利活動促進法が成立した。
1999年に箕面市非営利公益市民活動促進委員会に参画したのを契機に、多くの自治体で行政とNPOの協働施策推進にも関わる他、2001年に発足した日本ボランティアコーディネーター協会の創設に参画。また社会的責任向上のためのNPO/NGOネットワーク、社会的責任に関する円卓会議の創設に関わるなど、市民サイドからCSRの向上にも取り組んでいる。
1996年度～2007年度まで大阪大学人間科学部客員教員（客員助教授→客員教授）。1995年4月～1997年3月 NHK「週刊ボランティア」コメンテーター。2002年4月～2006年3月 NHK「GO! GO! ボランティア」コメンテーター。2006年より2018年まで関西大学経済学部客員教授。2020年4月～2023年3月まで同志社大学政策学部客員教授を歴任。2007年より2019年6月まで大阪ボランティア協会の常務理事を兼任。2010年、同協会事務局長を退任、同協会を退職。2019年6月より同協会理事長に就任。2012年7月から2018年6月まで日本NPOセンター代表理事に就任。
現在、大阪ボランティア協会理事長、日本NPOセンター顧問、日本ファンドレイジング協会理事、日本ボランティアコーディネーター協会理事、環境市民共同代表、日本ソーシャルイノベーション学会理事、公益法人協会理事、ダイバーシティ研究所評議員などを務める。
各都道府県共同募金会が実施する赤い羽根共同募金やNHKが主催するNHK歳末たすけあいなどから、自身が理事長を務める大阪ボランティア協会に、計1185万円の募金が助成されており、「赤い羽根募金の助成で行われた活動」「共同募金助成額」などとして報告された。

## 主な著書
- 『「参加の力」が創る共生社会～市民の共感・主体性をどう醸成するか』（2018年、ミネルヴァ書房）
- 『ボランティアコーディネーション力－市民の社会参加を支えるチカラ』（2015年、中央法規出版）
- 『社会起業入門』（2012年、ミネルヴァ書房）
- 『寝ても覚めても市民活動論～ミーティングや講座の帰り道に読む35の視点』（2010年、大阪ボランティア協会）
- 『市民社会の創造とボランティアコーディネーション』（2009年、筒井書房）
- 『学生のためのボランティア論』（2006年、大阪ボランティア協会）
- 『企業人とシニアのための市民活動入門』（2005年、大阪ボランティア協会）
- 『ボランティア・NPO用語辞典』（2004年、中央法規出版）
- 『NPOがわかるQ&A』（2004年、岩波書店）
- 『ボランティア・NPOと人権 1問1答』（2004年、解放出版社）
- 『基礎から学ぶボランティアの理論と実際』（1997年、中央法規出版）
- 『元気印ボランティア入門～「自由」と「共感」の活動論』（1994年、大阪ボランティア協会）